# Venerabile Arciconfraternita della Misericordia di Grosseto
La Venerabile Arciconfraternita della Misericordia di Grosseto è una confraternita laica di carità e assistenza della città di Grosseto.
Attiva sin dal XIII secolo, ha avuto una sede stabile a partire dal 1563 e venne innalzata al grado di arciconfraternita nel 1854. Patrono dell'associazione è il santo Giovanni Battista.

## Storia
Le origini della confraternita sembrano risalire all'età medievale, probabilmente tra XIII e XIV secolo, ma è soltanto dal XVI secolo che è documentata un'attività stabile e duratura. Prima del 1563, in mancanza di una sede, la confraternita si riuniva nel duomo di San Lorenzo e solo in quell'anno ottenne la possibilità di disporre di una propria sede del tutto distinta dalla chiesa maggiore, stabilendosi nella vicina chiesa di San Giovanni Decollato con annesso ospedale.
Tuttavia, le condizioni economiche precarie in cui versava la confraternita condussero il priore Orazio Fanucci a vendere al vescovo Claudio Borghese nel 1587 una parte del fabbricato posto all'angolo del vicolo del Duomo, che venne collegato al palazzo dove aveva sede l'episcopio, dall'altro lato della piazza, da un passaggio noto come "arco dei preti"; il vescovo si impegnava da parte sua al rifacimento di alcune facciate e alla disposizione di un'area a uso della confraternita nel cimitero detto "tondo" di fianco alla cattedrale.
Alla fine del XVIII secolo, alla confraternita governata da Luigi Micheli venne concesso da Federico Spadafora, commendatore dell'Ordine di Malta, l'uso della chiesa di San Leonardo, proprietà dell'omonima commenda. L'atto venne formalizzato il 25 maggio 1792 con la licenza promulgata da Emmanuel de Rohan, gran maestro dell'Ordine di Malta. Tale ordine venne soppresso nel 1798 da Napoleone, ma la confraternita poté ancora beneficiare dell'utilizzo della chiesa. Il 18 maggio 1827, il commendatore senese Celso Bargagli, che era stato camerlengo dei Quattro conservatori di Siena (1799-1808) e provveditore dell'Ufficio delle comunità, sottoscrisse un atto in cui cedeva l'oratorio in perpetuo alla confraternita della Misericordia.
Nel 1838 fu nominato priore della confraternita Benedetto Pierini, il quale predispose la sostituzione dell'ormai rovinato edificio di culto con uno da costruirsi ex novo. La chiesa di San Leonardo venne così demolita nel 1844 e sostituita dalla chiesa di San Giovanni Battista, nota come chiesa della Misericordia, su progetto dell'ingegnere Pietro Passerini. Il nuovo oratorio ricevette la visita del granduca Leopoldo II di Lorena nell'aprile 1846. Il 15 marzo 1854 la confraternita fu elevata al grado di arciconfraternita dal vescovo Giovanni Domenico Mensini. Nello stesso anno il priore Pierini mise a disposizione un terreno fuori dal perimetro murario per la costruzione del nuovo cimitero sociale: progettato dall'ingegnere Enrico Ciampoli, i costi di realizzazione furono sostenuti dagli stessi membri dell'associazione, con un contributo del granduca Leopoldo II in materiali da costruzione. L'attività dell'arciconfraternita si rivelò particolarmente necessaria in seguito allo scoppio dell'epidemia di colera in Toscana nel 1855, con l'assistenza ai malati, il trasporto dei defunti e le operazioni di disinfestazione.
Il 14 novembre 1872 venne approvato il regolamento ufficiale dell'arciconfraternita, con lo statuto confermato per regio decreto del 29 giugno 1874. La struttura organizzativa e amministrativa (presidente, deputati, consiglieri) fu modificata nel 1885, con regio decreto del 22 marzo. Tuttavia, tra la fine del XIX e la prima metà del XX secolo, la Misericordia conobbe una fase di lento e progressivo declino, anche a causa della riorganizzazione della sanità pubblica operata nell'Italia post-unitaria e durante il fascismo. Con il diminuire delle attività e competenze, all'arciconfraternita rimase soltanto il trasporto dei defunti.
A cominciare dal 1971, anno in cui divenne governatore Lido Scotto (poi vice-presidente nazionale delle Misericordie d'Italia), l'associazione conobbe un nuovo rilancio: si procedette al restauro dei beni immobili (chiesa, cimitero), all'apertura di sedi succursali e al ripristino di alcune attività assistenziali con l'istituzione di un ambulatorio geriatrico e di un servizio di autoambulanze. Tale corso fu proseguito dal successore di Scotto nel 1992, Gabriele Bellettini (che sarà sindaco ad interim di Grosseto), con la gestione delle operazioni di protezione civile nei paesi colpiti da catastrofi naturali.
Nel 2021 l'arciconfraternita ha lasciato le storiche sedi di strada Ginori e piazza della Palma, nel centro storico cittadino, per stabilirsi nel complesso del centro giovanile Pier Giorgio Frassati a Barbanella, ex sede dei salesiani inaugurata nel 2006.

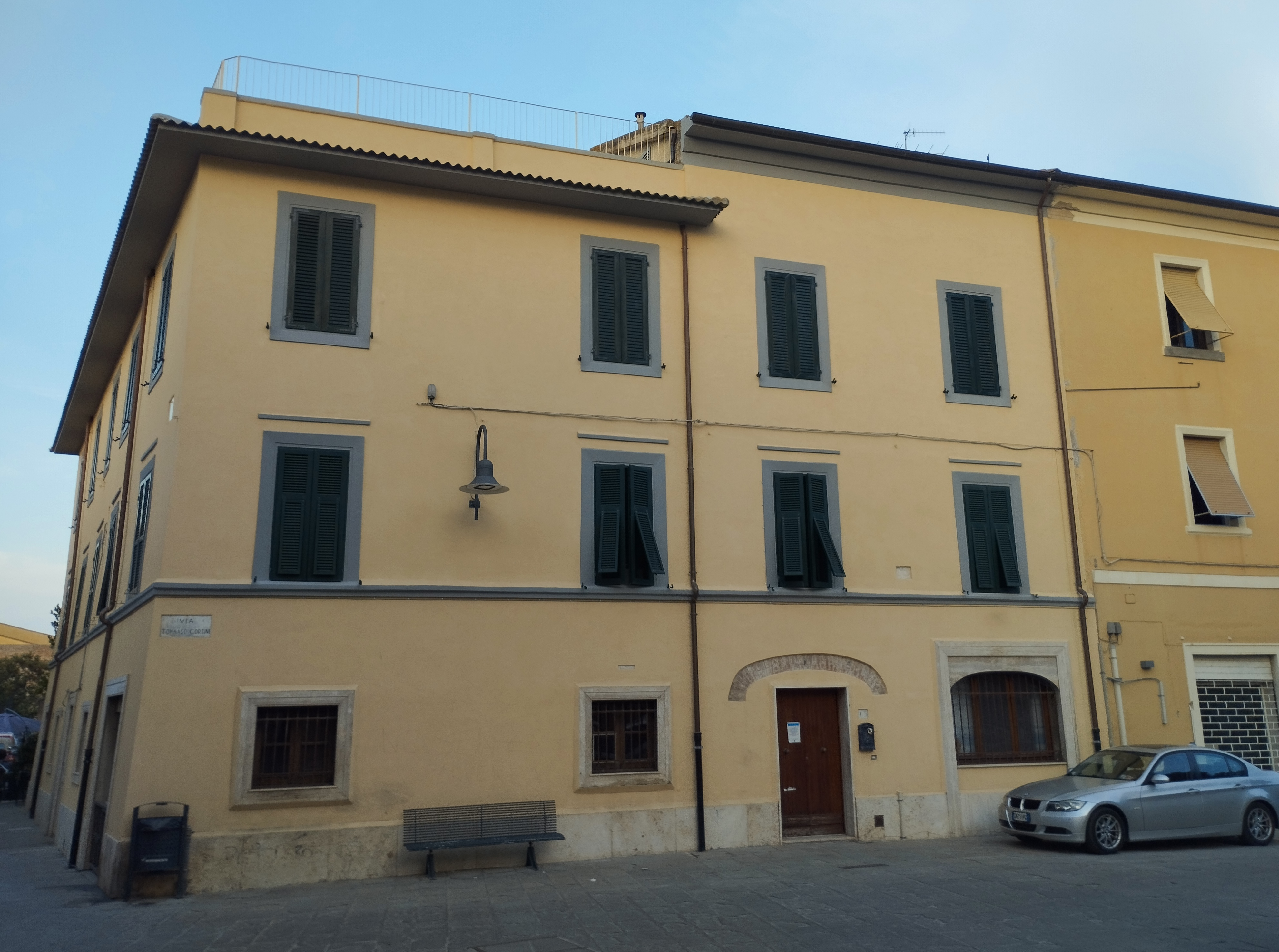
L'ex sede (fino al 2021) in piazza della Palma
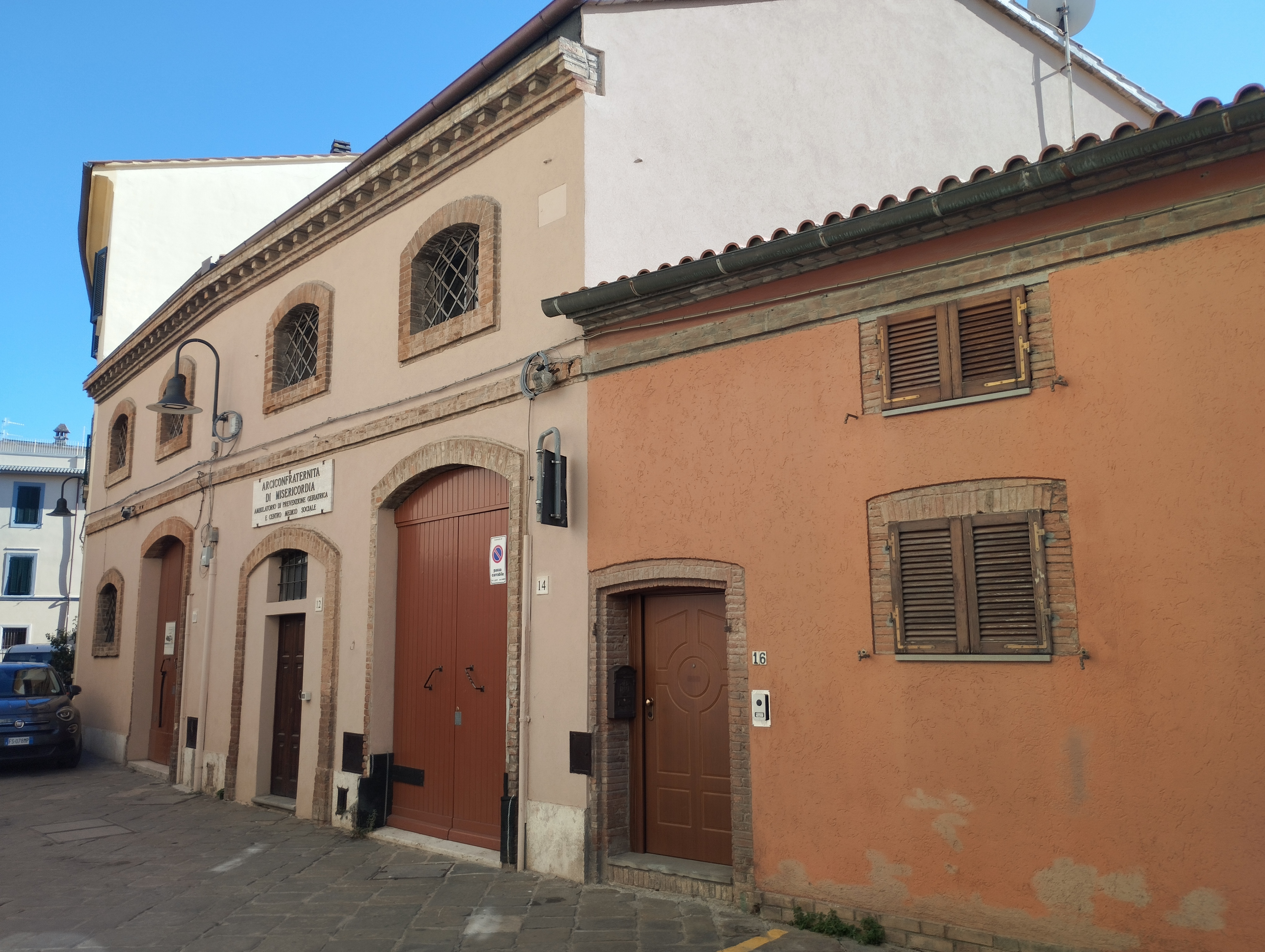
L'ambulatorio e centro medico sociale in via Ginori
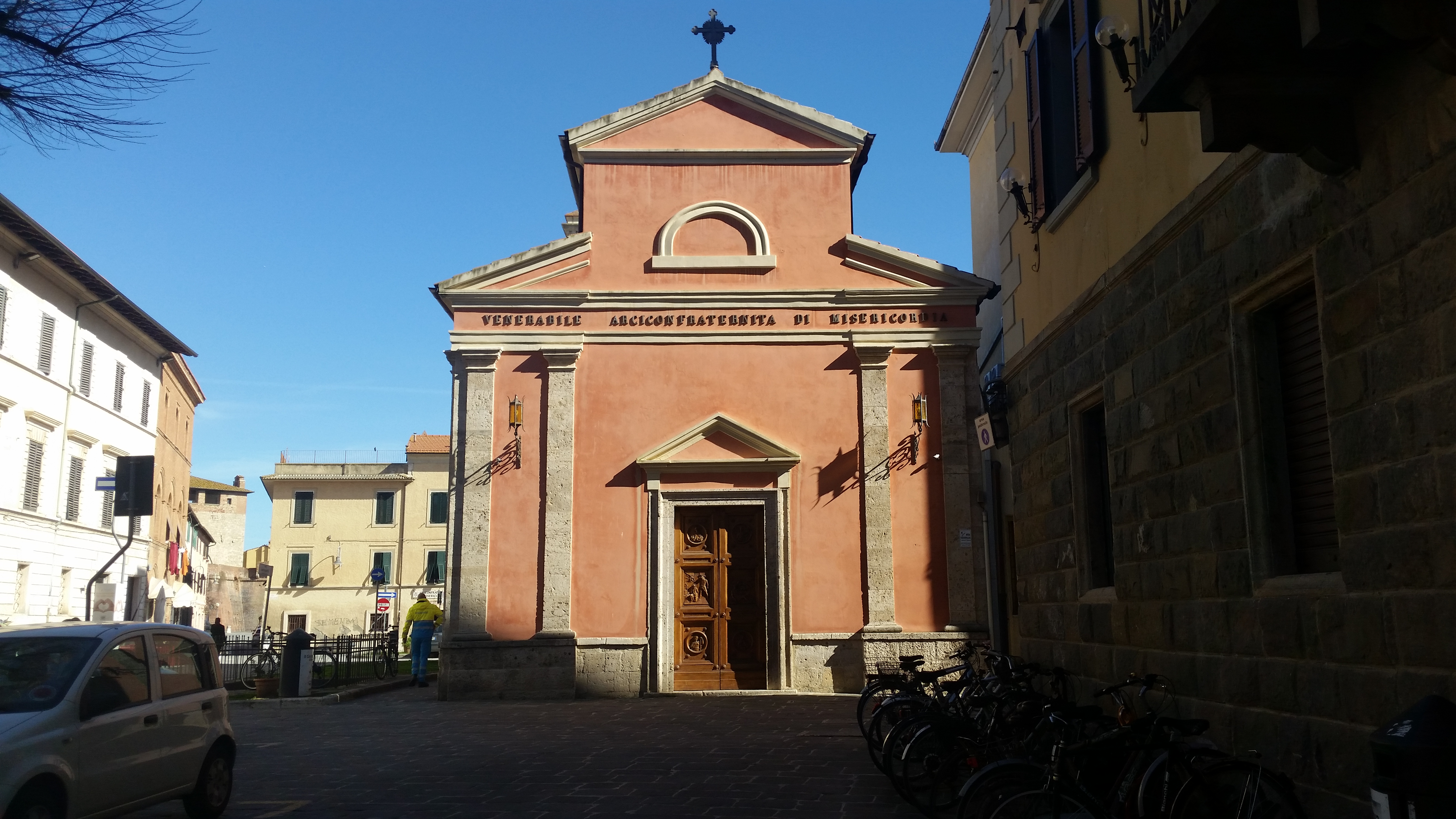
La chiesa di San Giovanni Battista
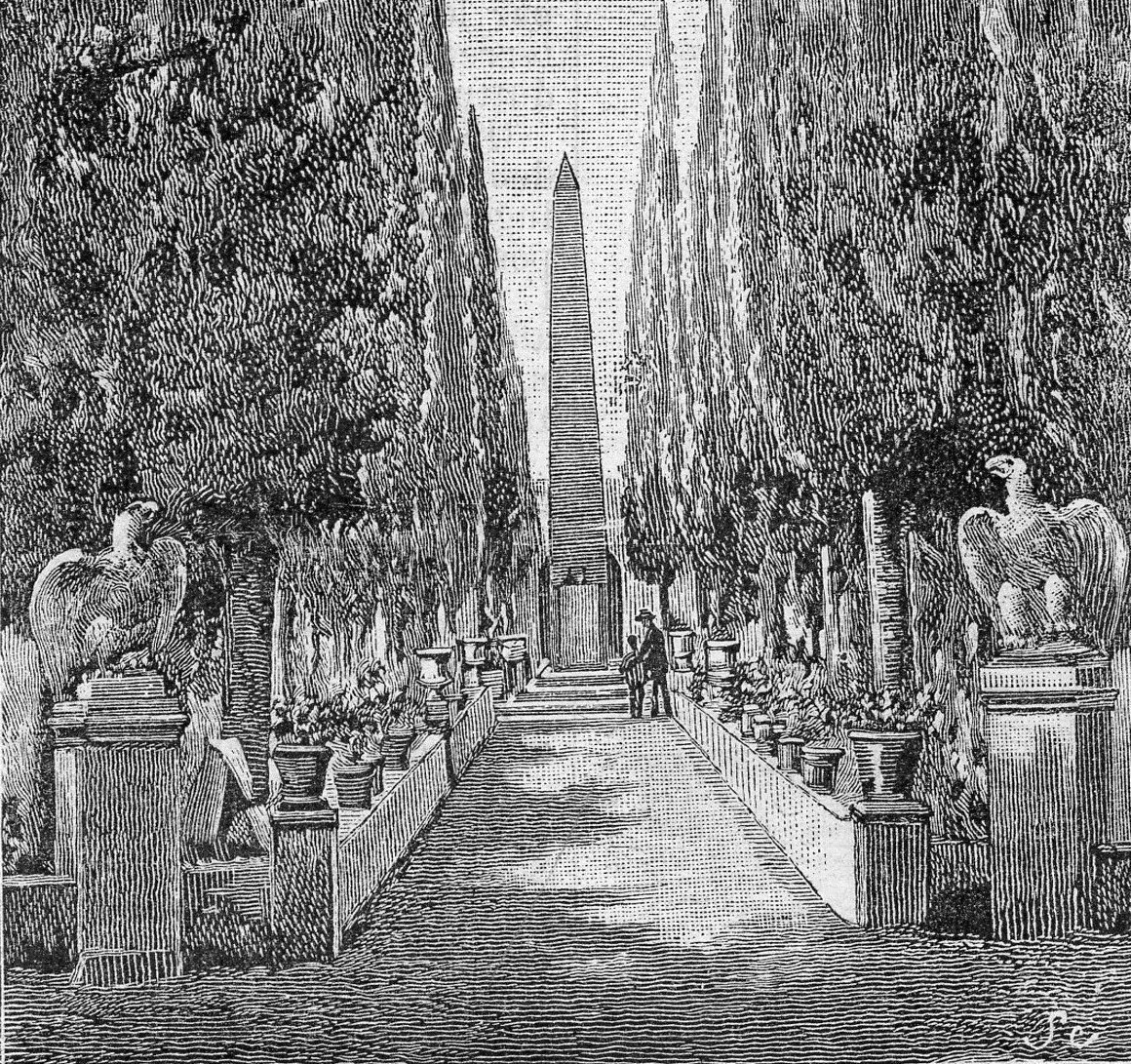
Il cimitero sociale in una xilografia del 1896

## Governatori
- Orazio Fanucci (XVI secolo)
- Luigi Micheli (XVIII secolo)
- Benedetto Pierini (1838-1858)
- Guglielmo Ponticelli (XIX secolo)
- Benedetto Ponticelli (XIX secolo)
- Bartolomeo Becucci (anni 1910)
- Leonida Franci (anni 1920)
- Lido Scotto (1971-1992)
- Gabriele Bellettini (1992-2017)
- Edoardo Boggi (dal 2017)